# Alföldy Pál
Alföldy Pál (Budapest, 1938. január 16. – Budapest, 1982. november 4.) magyar biológus; a biológiai tudományok kandidátusa (1982). A magyar szervátültetési program egyik kidolgozója volt.

## Életpályája
1962-ben diplomázott az Eötvös Loránd Tudományegyetem Természettudományi Kar hallgatójaként. 1962–1966 között a Pest Megyei KÖJÁL biológusa volt. 1966–1970 között a Semmelweis Egyetem Radiológiai Klinika Sugárbiológiai Kutatócsoport egyetemi tanársegéde és tudományos munkatársa volt. 1964-ben ún. egészségügyi gáz- és méregmesteri vizsgát tett. 1970–1982 között az Országos Hematológiai és Vértranszfúziós Intézet Transzplantációs Immunológiai Osztályának tudományos munkatársa majd tudományos főmunkatársa volt. 1971-ben Innsbruckban, 1972-ben Angliában, 1975–1977 között Nyugat-Németországban ösztöndíjas volt.
Farmakológiai alapkutatásokkal, az ún. immunszupresszív gyógyszerek immunválaszra gyakorolt hatásának vizsgálatával foglalkozott. A magyar szervátültetési program egyik kidolgozója volt. Az Intertranszplanton, a szocialista országok transzplantációs programjának magyarországi képviselője volt.

## Családja
Édesapja, Alföldy Zoltán (1904–1992) orvos, mikrobiológus volt. Testvére, Alföldy Ferenc (1942–2022) orvos, sebész volt.

## Művei
- Az immunjelenségek celluláris alapjai (Petrányi Győzővel; Orvosképzés, 1971)
- Macrophag aktiválódás a sejt-közvetített immunreakcióban (Lemmel, E. M.-mel; Kísérletes Orvostudomány, 1979)
- A nitro-tetrazóliumkék – NBT – redukálódása fagocitákban (Kandidátusi értekezés; Budapest, 1981)